# Erik Pernisco
Erik Pernisco (Aosta, 1974) è uno snowboarder italiano, vincitore delle edizioni 1999, 2000, dei Campionati italiani Assoluti di snowboard HP FISI
 e 2002, FSI.

## Biografia
Atleta, allenatore, maestro, tecnico di snowboard.
Atleta di snowboard inserito nell'organico della Squadra Nazionale Italiana Snowboard FISI Freestyle dal 1996 al 2000 e stagione 2003/04.
Impegnato in entrambi i circuiti nazionali/internazionali FISI /FIS, circuiti professionistici FISNE / FSI  / ISF (WSF) ed eventi promozionali, nelle specialità halfpipe, big air e boardercross. 
Partecipazione ad innumerevoli tappe della Coppa del Mondo ed a due edizioni dei Campionati Mondiali ed alla manifestazione internazionale di sport invernali, Goodwill Games (ediz. 2000 Lake Placid, USA). 
In carriera agonistica, tanti i risultati sportivi degni di rilievo, da ricordare campione italiano in entrambi circuiti:
- Campione Italiano Assoluto FISI  disciplina Half Pipe anni 1999 e 2000.[1]
- Campione Italiano Assoluto FSI   disciplina Half Pipe anno 2002 (circuito professionistico)

## Palmarès

### Coppa Europa
Coppa Europa FIS HP 1° Piancavallo 8 marzo 2005

### Coppa del Mondo
Miglior piazzamento nella Coppa del Mondo FIS(WC) HP 9° Avoriaz Morzine(FRA) 4 marzo 1998 